# Liste der Monuments historiques in Maisoncelle-et-Villers
Die Liste der Monuments historiques in Maisoncelle-et-Villers führt die Monuments historiques in der französischen Gemeinde Maisoncelle-et-Villers auf.

## Liste der Immobilien
| Bezeichnung                  | Beschreibung                    | Standort            | Kennzeichnung | Schutzstatus | Datum | Bild           |
| ---------------------------- | ------------------------------- | ------------------- | ------------- | ------------ | ----- | -------------- |
| Maison forte de la Raminoise | festes Haus, bezeichnet 1561    | La Raminoise (Lage) | PA08000009    | Inscrit      | 2003  | weitere Bilder |
| Château de Villers           | festes Haus, dendrodatiert 1531 | Villers (Lage)      | PA08000004    | Inscrit      | 2000  | weitere Bilder |

## Liste der Objekte
| Bezeichnung | Beschreibung           | Standort                                        | Kennzeichnung | Schutzstatus | Datum | Bild |
| ----------- | ---------------------- | ----------------------------------------------- | ------------- | ------------ | ----- | ---- |
| Taufbecken  | Stein, 12. Jahrhundert | Maisoncelle, in der Kirche Ste-Geneviève (Lage) | PM08000305    | Classé       | 1970  |      |